# Renens
Renens é uma cidade e uma comuna suíça, no cantão de Vaud, situada no distrito de Lausana e é um subúrbio da cidade de Lausana Está limitado a norte pelas comunas de Crissier e Jouxtens-Mézery; a este com a de Prilly, a sul com Lausana e a oeste com as de Chavannes-près-Renens e Ecublens. Considera-se como a cidade mais multi-étnica da região porque 50% dos residentes são estrangeiros. 

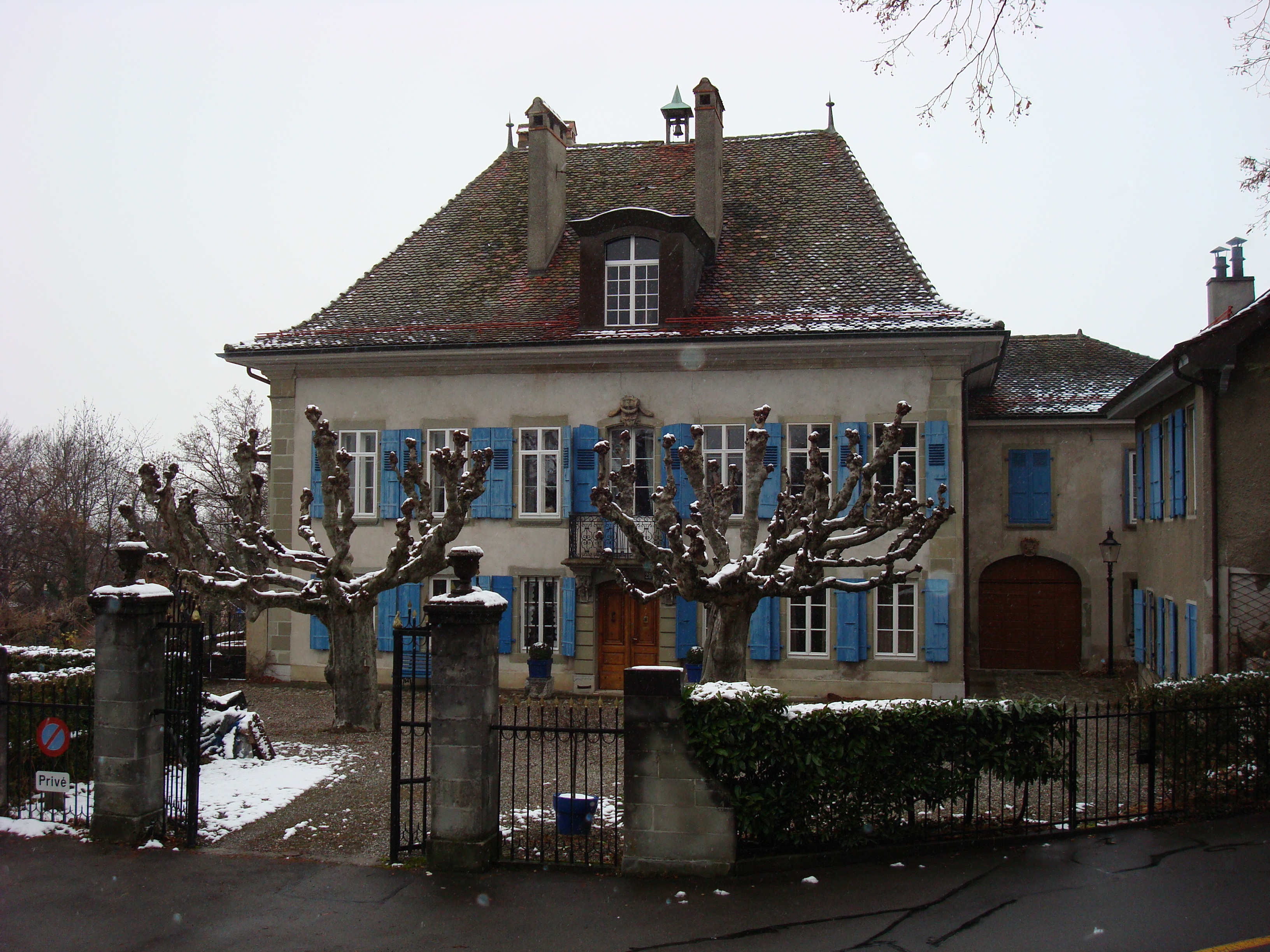
Castelo de Renens

## Monumentos
- O Castelo
- O silo do arquitecto Jean Tschumi
- A sala de espectáculos, típica da década de 1950. typique des années 1950
- Os caminhos de Clos e de Villas-du-Mont

## Ligação externa
- Homepage de Renens